# Shāhābād (ort i Indien, Karnataka)
Shāhābād är en ort i Indien.   Den ligger i distriktet Gulbarga och delstaten Karnataka, i den centrala delen av landet, 1 300 km söder om huvudstaden New Delhi. Shāhābād ligger 394 meter över havet och antalet invånare är 52 952.
Terrängen runt Shāhābād är platt. Runt Shāhābād är det ganska tätbefolkat, med 248 invånare per kvadratkilometer. Shāhābād är det största samhället i trakten. Trakten runt Shāhābād består till största delen av jordbruksmark.